# Kadua fluviatilis
Kadua fluviatilis är en måreväxtart som beskrevs av Charles Noyes Forbes. Kadua fluviatilis ingår i släktet Kadua och familjen måreväxter. Inga underarter finns listade i Catalogue of Life.